# Сезар (кінопремія, 1990)

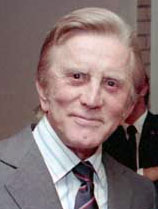
Президент 15-ї церемонії «Сезар» Кірк Дуглас

15-та церемонія вручення нагород премії «Сезар» Академії мистецтв та технологій кінематографа за заслуги у царині французького кінематографу за 1989 рік відбулася 4 березня 1990 року в Театрі Єлисейських Полів (Париж, Франція). 
Церемонія проходила під головуванням Кірка Дугласа, розпорядником та ведучим виступила Єва Руджері. Найкращим фільмом визнано стрічку Занадто красива для тебе режисера Бертрана Бліє.

## Статистика
Фільми, що отримали декілька номінацій:
| Фільм                                                | Номінації | Перемоги |
| ---------------------------------------------------- | --------- | -------- |
| • Занадто красива для тебе / Trop Belle Pour Toi     | 11        | 5        |
| • Життя і нічого більше / La vie et rien d’autre     | 8         | 2        |
| • Мосьє Ір / Monsieur Hire                           | 8         | 1        |
| • Безжальний світ / Un monde sans pitié              | 7         | 2        |
| • Індійський ноктюрн / Nocturne indien               | 5         | 1        |
| • Вальмон / Valmont                                  | 4         | 2        |
| • Біле весілля / Noce blanche                        | 3         | 1        |
| • Форс-мажор / Force majeure                         | 3         | —        |
| • Хрещення / Baptême                                 | 3         | —        |
| • Бункер «Палас-готель» / Bunker Palace Hôtel        | 2         | —        |
| • Зима 54, абат П'єр / Hiver 54, l'abbé Pierre       | 2         | 1        |
| • Ідіть за цим літаком / Suivez cet avion            | 2         | —        |
| • Новий кінотеатр «Парадізо» / Nuovo Cinema Paradiso | 2         | 1        |

## Список лауреатів та номінантів
★Переможців виділено окремим кольором.

### Основні категорії
| Категорії                                       | Лауреати та номінанти                                                                | Лауреати та номінанти                                                                |                                                                        |
| ----------------------------------------------- | ------------------------------------------------------------------------------------ | ------------------------------------------------------------------------------------ | ---------------------------------------------------------------------- |
| Найкращий фільм                                 | ★ «Занадто красива для тебе» / Trop Belle Pour Toi (реж.: Бертран Бліє)              | ★ «Занадто красива для тебе» / Trop Belle Pour Toi (реж.: Бертран Бліє)              |                                                                        |
| Найкращий фільм                                 | • «Мосьє Ір» / Monsieur Hire (реж.: Патріс Леконт)                                   |                                                                                      |                                                                        |
| Найкращий фільм                                 | • «Індійський ноктюрн» / Nocturne indien (реж.: Ален Корно)                          |                                                                                      |                                                                        |
| Найкращий фільм                                 | • «Безжальний світ» / Un monde sans pitié (реж.: Ерік Рошан)                         |                                                                                      |                                                                        |
| Найкращий фільм                                 | • «Життя і нічого більше» / La vie et rien d’autre (реж.: Бертран Таверньє)          |                                                                                      |                                                                        |
| Найкраща режисерська робота                     |                                                                                      | ★ Бертран Бліє за фільм «Занадто красива для тебе»                                   | ★ Бертран Бліє за фільм «Занадто красива для тебе»                     |
| Найкраща режисерська робота                     | • Бертран Таверньє — «Життя і нічого більше»                                         |                                                                                      |                                                                        |
| Найкраща режисерська робота                     | • Патріс Леконт — «Мосьє Ір»                                                         |                                                                                      |                                                                        |
| Найкраща режисерська робота                     | • Ален Корно — «Індійський ноктюрн»                                                  |                                                                                      |                                                                        |
| Найкраща режисерська робота                     | • Мілош Форман — «Вальмон»                                                           |                                                                                      |                                                                        |
| Найкращий актор                                 |                                                                                      | ★ Філіпп Нуаре — «Життя і нічого більше» (за роль майора Делаплана)                  | ★ Філіпп Нуаре — «Життя і нічого більше» (за роль майора Делаплана)    |
| Найкращий актор                                 | • Жан-Юг Англад — «Індійський ноктюрн» (за роль Россіньйола)                         |                                                                                      |                                                                        |
| Найкращий актор                                 | • Мішель Блан — «Мосьє Ір» (за роль Мосьє Іра)                                       |                                                                                      |                                                                        |
| Найкращий актор                                 | • Жерар Депардьє — «Занадто красива для тебе» (за роль Бернара)                      |                                                                                      |                                                                        |
| Найкращий актор                                 | • Іпполіт Жирардо — «Безжальний світ» (за роль Іппо)                                 |                                                                                      |                                                                        |
| Найкращий актор                                 | • Ламбер Вільсон — «Зима 54, абат П'єр» (за роль абата П'єра)                        |                                                                                      |                                                                        |
| Найкраща акторка                                |                                                                                      | ★ Кароль Буке — «Занадто красива для тебе» (за роль Флоранс Бартелемі)               | ★ Кароль Буке — «Занадто красива для тебе» (за роль Флоранс Бартелемі) |
| Найкраща акторка                                | • Сабіна Азема — «Життя і нічого більше» (за роль Ірен де Курті)                     |                                                                                      |                                                                        |
| Найкраща акторка                                | • Жозіан Баласко — «Занадто красива для тебе» (за роль Колетт Шевассю)               |                                                                                      |                                                                        |
| Найкраща акторка                                | • Еммануель Беар — «Діти безладу» (за роль Марі)                                     |                                                                                      |                                                                        |
| Найкраща акторка                                | • Сандрін Боннер — «Мосьє Ір» (за роль Аліс)                                         |                                                                                      |                                                                        |
| Найкращий актор другого плану                   |                                                                                      | ★ Робер Ірш — «Зима 54, аббат П'єр» (за роль Рауля)                                  | ★ Робер Ірш — «Зима 54, аббат П'єр» (за роль Рауля)                    |
| Найкращий актор другого плану                   | • Жак Боннаффе — «Хрещення» (за роль Андре Гравея)                                   |                                                                                      |                                                                        |
| Найкращий актор другого плану                   | • Франсуа Клюзе — «Форс-мажор» (за роль батька Даніеля)                              |                                                                                      |                                                                        |
| Найкращий актор другого плану                   | • Франсуа Перро — «Життя і нічого більше» (за роль Перрена)                          |                                                                                      |                                                                        |
| Найкращий актор другого плану                   | • Ролан Бланш — «Занадто красива для тебе» (за роль Марчелло)                        |                                                                                      |                                                                        |
| Найкраща акторка другого плану                  |                                                                                      | ★ Сюзанна Флон — Жінка-змія (за роль Луїзи Мюсельє)                                  | ★ Сюзанна Флон — Жінка-змія (за роль Луїзи Мюсельє)                    |
| Найкраща акторка другого плану                  | • Сабін Одпен — «Форс-мажор» (за роль Жанни)                                         |                                                                                      |                                                                        |
| Найкраща акторка другого плану                  | • Мішлін Прель — «Я хочу додому» (за роль Ізабель Готьє)                             |                                                                                      |                                                                        |
| Найкраща акторка другого плану                  | • Людмила Мікаель — «Біле весілля» (за роль Катрин Айно)                             |                                                                                      |                                                                        |
| Найкраща акторка другого плану                  | • Клементін Селар'є — «Індійський ноктюрн» (за роль Крістін)                         |                                                                                      |                                                                        |
| Найперспективніший актор                        |                                                                                      | ★ Іван Атталь — «Безжальний світ»                                                    | ★ Іван Атталь — «Безжальний світ»                                      |
| Найперспективніший актор                        | • Жан-Ів Бертело — «Хрещення»                                                        |                                                                                      |                                                                        |
| Найперспективніший актор                        | • Тьєррі Фортіно — «Літня комедія»                                                   |                                                                                      |                                                                        |
| Найперспективніший актор                        | • Мельвіль Пупо — «П'ятнадцятирічна»                                                 |                                                                                      |                                                                        |
| Найперспективніший актор                        | • Філіпп Вольтер — «Чорний ліс»                                                      |                                                                                      |                                                                        |
| Найперспективніша акторка                       |                                                                                      | ★ Ванесса Параді — «Біле весілля»                                                    | ★ Ванесса Параді — «Біле весілля»                                      |
| Найперспективніша акторка                       | • Домінік Блан — «Я був хазяїном замку»                                              |                                                                                      |                                                                        |
| Найперспективніша акторка                       | • Ізабель Желіна — «Ідіть за цим літаком»                                            |                                                                                      |                                                                        |
| Найперспективніша акторка                       | • Мірей Пер'є — «Безжальний світ»                                                    |                                                                                      |                                                                        |
| Найперспективніша акторка                       | • Валері Стро — «Хрещення»                                                           |                                                                                      |                                                                        |
| Найкращий оригінальний або адаптований сценарій |                                                                                      | ★ Бертран Бліє — «Занадто красива для тебе» / Trop Belle Pour Toi                    | ★ Бертран Бліє — «Занадто красива для тебе» / Trop Belle Pour Toi      |
| Найкращий оригінальний або адаптований сценарій | • Жан Космо, Бертран Таверньє — «Життя і нічого більше» / La vie et rien d’autre     |                                                                                      |                                                                        |
| Найкращий оригінальний або адаптований сценарій | • П'єр Жоліве, Олів'є Шацький — «Форс-мажор» / Force majeure                         |                                                                                      |                                                                        |
| Найкращий оригінальний або адаптований сценарій | • Ерік Рошан — «Безжальний світ» / Un monde sans pitié                               |                                                                                      |                                                                        |
| Найкраща музика до фільму                       | ★ Освальд д'Андреа — «Життя і нічого більше»                                         | ★ Освальд д'Андреа — «Життя і нічого більше»                                         |                                                                        |
| Найкраща музика до фільму                       | • Майкл Найман — «Мосьє Ір»                                                          |                                                                                      |                                                                        |
| Найкраща музика до фільму                       | • Жерар Торікян — «Безжальний світ»                                                  |                                                                                      |                                                                        |
| Найкращий монтаж                                | ★ Клодін Мерлен — «Занадто красива для тебе»                                         | ★ Клодін Мерлен — «Занадто красива для тебе»                                         |                                                                        |
| Найкращий монтаж                                | • Арман Псенні — «Життя і нічого більшого»                                           |                                                                                      |                                                                        |
| Найкращий монтаж                                | • Жоель Аш — «Мосьє Ір»                                                              |                                                                                      |                                                                        |
| Найкраща операторська робота                    | ★ Ів Анжело — «Індійський ноктюрн»                                                   | ★ Ів Анжело — «Індійський ноктюрн»                                                   |                                                                        |
| Найкраща операторська робота                    | • Філіпп Руссело — «Занадто красива для тебе»                                        |                                                                                      |                                                                        |
| Найкраща операторська робота                    | • Бруно де Кейзер — «Життя і нічого більшого»                                        |                                                                                      |                                                                        |
| Найкращі декорації                              | ★ П'єр Гюффруа — Вальмон                                                             | ★ П'єр Гюффруа — Вальмон                                                             |                                                                        |
| Найкращі декорації                              | • Мішель Аббат-Ваньє — «Бункер "Палас-готель"»                                       |                                                                                      |                                                                        |
| Найкращі декорації                              | • Теобальд Мерісс — «Занадто красива для тебе»                                       |                                                                                      |                                                                        |
| Найкращі костюми                                | ★ Теодор Піштек — «Вальмон»                                                          | ★ Теодор Піштек — «Вальмон»                                                          |                                                                        |
| Найкращі костюми                                | • Жаклін Моро — «Життя і нічого більшого»                                            |                                                                                      |                                                                        |
| Найкращі костюми                                | • Катрін Летер'є — «Французька революція»                                            |                                                                                      |                                                                        |
| Найкращий звук                                  | ★ П'єр Ленуар та Домінік Еннекен — Мосьє Ір                                          | ★ П'єр Ленуар та Домінік Еннекен — Мосьє Ір                                          |                                                                        |
| Найкращий звук                                  | • П'єр Ґаме та Клод Війян — «Бункер "Палас-готель"»                                  |                                                                                      |                                                                        |
| Найкращий звук                                  | • Мішель Деруа, Вільям Флаголле та Жерар Лам — «Життя і нічого більше»               |                                                                                      |                                                                        |
| Найкращий дебютний фільм                        | ★ «Безжальний світ» / Un monde sans pitié (реж. Ерік Рошан)                          | ★ «Безжальний світ» / Un monde sans pitié (реж. Ерік Рошан)                          |                                                                        |
| Найкращий дебютний фільм                        | • «Шкури» — Peaux de vaches (реж. Патриція Мазюї)                                    |                                                                                      |                                                                        |
| Найкращий дебютний фільм                        | • «Ванна кімната» — La Salle de bain (реж. Джон Львофф)                              |                                                                                      |                                                                        |
| Найкращий дебютний фільм                        | • «П'яна» — La Soule (реж. Мішель Сібра)                                             |                                                                                      |                                                                        |
| Найкращий дебютний фільм                        | • «Ідіть за цим літаком» — Suivez cet avion (реж. Патріс Амбар)                      |                                                                                      |                                                                        |
| Найкращий дебютний фільм                        | • «Терпимість» — Tolérance (реж. П'єр-Анрі Салфаті)                                  |                                                                                      |                                                                        |
| Найкращий постер до фільму                      | ★ Жиль Жуа, Гай Жвіно-Бордьюж — «Новий кінотеатр "Парадізо"» / Nuovo Cinema Paradiso | ★ Жиль Жуа, Гай Жвіно-Бордьюж — «Новий кінотеатр "Парадізо"» / Nuovo Cinema Paradiso |                                                                        |
| Найкращий постер до фільму                      | • Анай Леклерк, Жан-Марі Леруа — «Мосьє Ір» / Monsieur Hire                          |                                                                                      |                                                                        |
| Найкращий постер до фільму                      | • Домінік Бушар — «Біле весілля» / Noce blanche                                      |                                                                                      |                                                                        |
| Найкращий постер до фільму                      | • Сільвен Матьє — «Занадто красива для тебе» / Trop belle pour toi                   |                                                                                      |                                                                        |
| Найкращий постер до фільму                      | • Лоран Люфруа, Лоран Петен — «Вальмон» / Valmont                                    |                                                                                      |                                                                        |
| Найкращий короткометражний документальний фільм | ★ «Пісня для моряка» / Chanson pour un marin (реж. Бернар Обуї)                      | ★ «Пісня для моряка» / Chanson pour un marin (реж. Бернар Обуї)                      |                                                                        |
| Найкращий короткометражний документальний фільм | • «Яструб з Нотр-Дама» / Le faucon de Notre-Dame (реж. Клод Фарні)                   |                                                                                      |                                                                        |
| Найкращий короткометражний ігровий фільм        | ★ «Холодний місяць» / Lune froide (реж. Патрік Бушіте)                               | ★ «Холодний місяць» / Lune froide (реж. Патрік Бушіте)                               |                                                                        |
| Найкращий короткометражний ігровий фільм        | • «Що рухає мною» / Ce qui me meut (реж. Седрік Клапіш)                              |                                                                                      |                                                                        |
| Найкращий короткометражний ігровий фільм        | • «Шлюбний політ» / Vol nuptial (реж. Домінік Кревкер)                               |                                                                                      |                                                                        |
| Найкращий короткометражний анімаційний фільм    | ★ Ручка / Le porte-plume (реж. Марі-Крістін Перроден)                                | ★ Ручка / Le porte-plume (реж. Марі-Крістін Перроден)                                |                                                                        |
| Найкращий короткометражний анімаційний фільм    | • Скульптура скульптури / Sculpture sculptures (реж. Жан-Луп Фелісіолі)              |                                                                                      |                                                                        |
| Найкращий фільм іноземною мовою                 | США ★ «Небезпечні зв'язки» / Dangerous Liaisons (реж. Стівен Фрірз)                  | США ★ «Небезпечні зв'язки» / Dangerous Liaisons (реж. Стівен Фрірз)                  |                                                                        |
| Найкращий фільм іноземною мовою                 | Італія• «Новий кінотеатр "Парадізо"» / Nuovo Cinema Paradiso Джузеппе Торнаторе      |                                                                                      |                                                                        |
| Найкращий фільм іноземною мовою                 | США• «Людина дощу» / Rain Man (реж.Баррі Левінстон)                                  |                                                                                      |                                                                        |
| Найкращий фільм іноземною мовою                 | США• «Секс, брехня і відео» / Sex, Lies, and Videotape (реж.Стівен Содерберг)        |                                                                                      |                                                                        |
| Найкращий фільм іноземною мовою                 | Югославія• «Час циган» / Дом за вешање (реж.Емір Кустуриця)                          |                                                                                      |                                                                        |

### Спеціальні нагороди
| Нагорода         | Лауреати | Лауреати      |               |
| ---------------- | -------- | ------------- | ------------- |
| Почесний «Сезар» |          | ★ Жерар Філіп | ★ Жерар Філіп |